# Ainvelle (Vosges)
Ainvelle település Franciaországban, Vosges megyében. Lakosainak száma 136 fő (2022. január 1.). Ainvelle Isches, Senaide, Les Thons, Fresnes-sur-Apance és Fouchécourt községekkel határos.

## Népesség
A település népességének változása:
| Lakosok száma | 167  | 160  | 158  | 142  | 139  | 133  | 129  | 132  | 136  |
|               | 2013 | 2015 | 2016 | 2017 | 2018 | 2019 | 2020 | 2021 | 2022 |